# Plaza de Nuestra Señora de los Desamparados
La plaza de Nuestra Señora de los Desamparados es un espacio público de la ciudad española de Vitoria.

## Descripción
Situada en el barrio de Desamparados, la plaza está encerrada por las calles de Jesús Guridi, de la Paz, del Canciller Ayala y de Kutaisi. A lo largo de la historia, ha recibido los nombres de «plazuela de las Desamparadas», «plaza de las Desamparadas» y el actual «plaza de Nuestra Señora de los Desamparados». Da a la plaza la iglesia de Nuestra Señora de los Desamparados, que ocupa el edificio del antiguo convento de Oblatas del Redentor.
Aparece descrita como plazuela en la Guía de Vitoria (1901) de José Colá y Goiti con las siguientes palabras:

Plazuela de las Desamparadas.—Nombre primitivo. Se le dió este título en 1876. Está enclavada entre las calles del mercado, de Don Ramón Ortíz de Zárate y de Rioja. Forma el lado oriental de esta plazuela el convento de Oblatas del Redentor, edificado en 1879. En 1898 se reconstruyó la iglesia. La fundadora, Reverenda Madre Sor Ambrosia de Olavide, es generala de la Orden en España.
(Colá y Goiti, 1901, p. 33)